# 岡崎市立美合小学校
岡崎市立美合小学校（おかざきしりつ みあいしょうがっこう）は、愛知県岡崎市岡町にある公立小学校。

## 概要

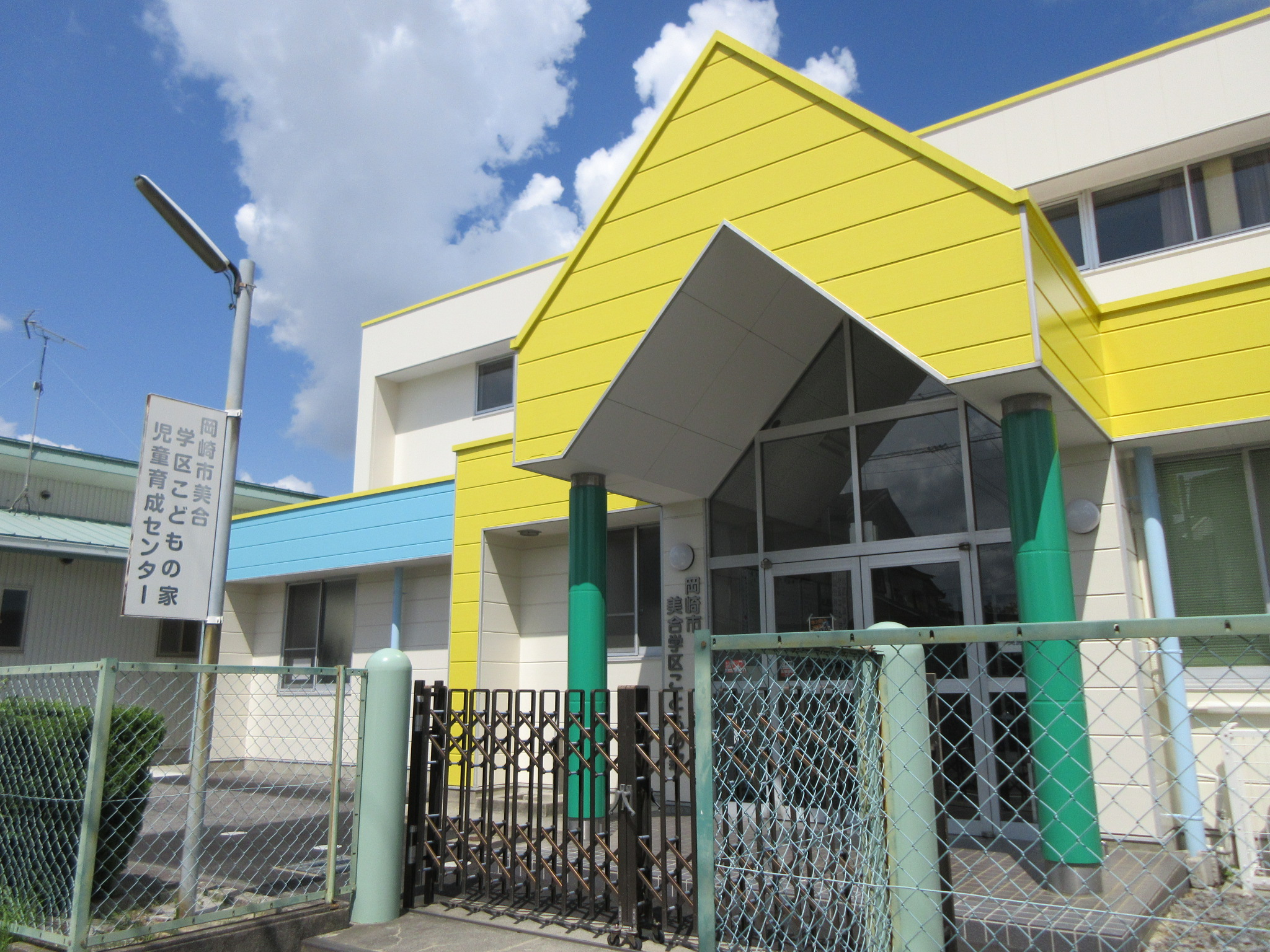
隣接する美合学区こどもの家

1908年（明治41年）に開校した美合尋常小学校を前身とする。
男川小学校、小豆坂小学校（一部）とともに岡崎市立美川中学校の学区を構成する。
| 調査日       | 児童数 | 通常学級 | 特別支援学級 | 出典  |
| ------------ | ------ | -------- | ------------ | ----- |
| 2013年4月8日 | 398人  | 13       | 2            | [ 2 ] |
| 2019年5月1日 | 313人  | 12       | 4            | [ 3 ] |
| 2020年5月1日 | 303人  | 12       | 3            | [ 4 ] |
| 2021年5月1日 | 304人  | 12       | 3            | [ 5 ] |
| 2022年5月1日 | 283人  | 12       | 3            | [ 6 ] |
| 2023年5月1日 | 273人  | 12       | 3            | [ 7 ] |
| 2024年5月1日 | 264人  | 11       | 3            | [ 8 ] |

## 学区
| 町名                                         | 進学先     |
| -------------------------------------------- | ---------- |
| 岡町、保母町、美合新町、美合町（名鉄線以北） | 美川中学校 |

（2022年12月26日現在）

## 部活動
- 運動部 - ソフトボール部（男子）、バスケットボール部（男女）、水泳部（男女）、陸上部（男女、臨時）
- 文化部 - 合奏部、ホタル部

## 沿革
- 1908年（明治41年）10月31日 - 岡保尋常小学校と和合尋常小学校を合併し、美合村立美合尋常小学校として開校[10]。
- 1928年（昭和3年）9月1日 - 町村合併により校名変更、岡崎市立美合尋常小学校となる。
- 1941年（昭和16年）4月1日 - 国民学校令施行により学校名変更、岡崎市立美合国民学校となる。
- 1947年（昭和22年）4月1日 - 校名が岡崎市立美合小学校となる。
- 1948年（昭和23年）4月1日 - 男川・美合両校が統合し、新しく美合小学校発足。
- 1950年（昭和25年）7月5日 - 岡崎市立男川小学校を分離。
- 1975年（昭和50年）4月1日 - 岡崎市立緑丘小学校を分離。

## 著名な出身者
- 三浦直子（水泳選手）[11][注 1]